# Тарасевич, Александр Николаевич
Александр Николаевич Тарасевич — советский спортсмен, мастер спорта СССР по атлетизму, силовому троеборью.

## Биография
Родился 16 июня 1956 года в посёлке Ильинское Раменского района Московской области. С 1967 по 1982 год проживал в г. Люберцы Московской области, с 1982 года по настоящее время — в городе Тула.
Его биография тесно соприкасается с молодёжным движением «Любера», выступавшим против хиппи, панков, металлистов и других субкультур, пришедших в СССР из-за рубежа, и пропагандирующим силовой вид спорта — культуризм.
Серьёзно заниматься бодибилдингом начал в 1987 году, после участия в съезде культуристов СССР в г. Кубинка Московской области, где было положено начало Федерации атлетической гимнастики (культуризма) СССР при поддержке Юрия Власова, который на короткое время и стал президентом Федерации. Его заместителем назначили Василия Чайковского (стал президентом Федерации в 1989 году).

## Спортивные достижения
- Мастер спорта СССР по атлетизму (атлетической гимнастике);
- Чемпион Тульской области в категории;
- Абсолютный чемпион Тульской области;
- Чемпион РСФСР;
- Бронзовый призёр 1-го официального Кубка СССР;
- Абсолютный чемпион СССР на Всесоюзном турнире по культуризму;
- Абсолютный чемпион Кубка городов-героев;
- Чемпион Белоруссии;
- Мастер спорта по силовому троеборью;
- Чемпион Тульской области по силовому двоеборью, троеборью.